# 韋定咸 (新南威爾斯州)
韋定咸（英語：Whittingham）是澳洲新南威爾斯州辛格爾頓議會區的一個郊區。據2016年人口統計，該區人口為364人。
韋定咸郵政局於1879年6月16日啟用，1948年7月31日關閉。
韋定咸公立學校於1881年8月啟用，1983年12月關閉。